# 2020 en Éthiopie
Cet article présente les faits marquants de l'année 2020 en Éthiopie.

## Évènements
- 5 juin : le premier ministre d'Éthiopie Abiy Ahmed décide de revoir les objectifs de son programme de reboisement « Héritage Vert » à la hausse, avec un objectif de 20 milliards d'arbres plantés en 4 ans[1].
- 29 juin : le chanteur Hachalu Hundessa engagé contre la marginalisation des Oromos est assassiné ; dans un contexte où les tensions ethniques sont fortes en Éthiopie, cela provoque plusieurs jours d'affrontements sanglants inter-ethniques et contre les forces de l'ordre dans l’État d'Oromia et à Addis-Abeba, causant au moins 166 morts, 167 blessés graves et un millier d'arrestations au 4 juillet[2]. Au 11 juillet, il y avait 239 morts (5 miliciens, 9 policiers et 215 civils) et plus de 3 500 arrestations dans l'Oromia, et 10 morts (dont 8 policiers) à Addis-Abeba[3].
- 4 novembre : déclenchement d'un conflit armé dans le Tigré entre le Front de libération du peuple du Tigray séparatiste et le gouvernement fédéral de l'Éthiopie.
- 7 novembre : le Conseil de la fédération approuve une résolution pour établir un gouvernement de transition au Tigré, ce qui signifie la suspension des autorités provinciales de la région[4].
- 9 et 10 novembre : massacre de Maï-Kadra dans la région du Tigré.
- 15 décembre : début des affrontements soudano-éthiopiens de 2020-2021.
- 23 décembre : massacre de Metekel qui fait au moins 207 morts.